# Eyebroughy
Eyebroughy (jadis dénommé Ibris) est un îlot situé sur le Firth of Forth, à 200 m de l'East Lothian, en Écosse. C'est une réserve de la RSPB. Elle abrite de nombreux cormorans. La roche est basaltique et carbonifère.